# Charles Kimbrough
Pour les articles homonymes, voir Kimbrough.
Charles Kimbrough, né le 23 mai 1936 à Saint Paul, Minnesota (États-Unis) et mort le 11 janvier 2023 à Culver City, est un acteur américain.

## Filmographie
- 1975 : The Rules of the Game (TV) : Dr. Spiga
- 1976 : Le Prête-nom (The Front) de Martin Ritt : Committee Counselor
- 1977 : La Sentinelle des maudits (The Sentinel) : Hospital doctor
- 1977 : Secret Service (TV) : Benton Arrelsford
- 1979 : La Vie privée d'un sénateur (The Seduction of Joe Tynan) de Jerry Schatzberg : Francis
- 1979 : Merci d'avoir été ma femme (Starting Over) : Salesman
- 1980 : It's My Turn : Jerome
- 1981 : For Ladies Only (TV) : Bob Merlis
- 1983 : Mark Twain: le voyage des innocents (The Innocents Abroad) (TV) : Editor
- 1984 : Concealed Enemies (TV) : Edward McLean
- 1984 : A Doctor's Story (TV) : Peter Wickes
- 1985 : The Recovery Room (TV) : Jerry Himmel
- 1986 : Sunday in the Park with George (TV) : Jules / Bob Greenberg
- 1988 : Weekend War (TV) : Father Leary
- 1988 : Scoop (Switching Channels) : The Governor
- 1988 : Le Prix de la passion (The Good Mother) : Uncle Orrie
- 1964 : Another World (série TV) : Dr. Abbott (1988)
- 1989 : Cast the First Stone (TV) : Frank Murdoch
- 1996 : Le Bossu de Notre-Dame (The Hunchback of Notre Dame) : Victor (voix)
- 2000 : Petit pied VII (The Land Before Time VII: The Stone of Cold Fire) (vidéo) : Rainbow Face #1 (voix)
- 2000 : Buzz l'Éclair, le film : Le Début des aventures (vidéo) : Brain Pod #29 (voix)
- 2001 : Un mariage trop parfait (The Wedding Planner) : Mr. Donolly
- 2001 : La Cour de récré: Vive les vacances (Recess: School's Out) : Mort Chalk (voix)
- 2002 : Le Bossu de Notre-Dame 2 (The Hunchback of Notre Dame II) (vidéo) : Victor (voix)
- 2003 : Marci X : Lane Strayfield